# Образование во Франции
Образова́ние во Фра́нции обязательно с 6 до 16 лет. С 2020, обучение в возрасте от 16 до 18 лет будет обязательным (это может быть образование, трудоустройство или гражданская служба). Основные принципы французского образования: свобода преподавания (государственные и частные учреждения), бесплатность образования, нейтральность образования, лаицизм (светскость, нерелигиозность) образования.
Образование состоит из нескольких ступеней:
- начальное образование (фр. enseignement primaire) — от трёх до четырёх лет в детском саду (фр. l'école maternelle) и пять лет в начальной школе (фр. l'école élémentaire).
- среднее образование (фр. enseignement secondaire) — четыре года в коллеже (фр. le collège) и три года в лицее (фр. le lycée). По окончании выдается диплом бакалавра (фр. baccalauréat или bac) об окончании полного среднего образования, который соответствует уровню 3 по CITE/ISCED.
- высшее образование (фр. enseignement supérieur) возможно только после получения диплома бакалавра (фр. baccalauréat или bac) об окончании полного среднего образования.

Ежегодно на образование расходуется около 6,1 % ВВП. По данным на 2009 год, в школах начального и среднего образования обучаются 12 016 484 детей. Доля частного образования в начальном и среднем составляет 16,9 %, в высшем — 14 % студентов.

## История французской образовательной системы
В 80-е годы XIX века вышли законы Жюля Ферри об обязательном обучении детей с 6 до 12 лет. Начальные школы обычно завершались классами профессиональной подготовки и не предполагали дальнейшего обучения (коллежи или лицеи, после которых можно было поступить в университет, обычно имели свои начальные классы).
Существовали государственные и частные школы. В том числе религиозные. В 1905 году запрещено вмешательство религии в школьное образование.
В 1959 году декрет правительства создал такую систему: единая начальная школа (для детей от 6 до 11 лет), затем первый цикл средней школы — коллеж (от 11 до 15 лет), за которым следовал второй цикл — лицеи (классический, современный и технический для детей от 15 до 16—18 лет) или технический коллеж. Декрет предусматривал к 1967 году обязательное обучения детей до 16 лет, что было осуществлено к 80-м годам XX века.

### Динамика численности студентов вузов
- 1910 — 40 000 (0,7 % молодёжи в возрасте от 19 до 24 лет)
- 1945—118 000
- 1963—323 000
- 1970—1971 — 850 000
- 2002—2003 — 2 209 000[5].

## Начальное образование
Начальное образование состоит из двух ступеней: детский сад и начальная школа. Ходить в детский сад необязательно, но на сегодняшний день практически 100 % детей в возрасте от 3 до 5 лет учатся в детском саду.

### Детский сад
Детский сад не является обязательным. Данное учреждение рассчитано на детей в возрасте от 2 до 5 лет. Количество детей в возрасте 2 лет в детских садах составляет 20,9 %, от 3 до 5 лет 100 %. Дети в детском саду делятся на 3, иногда 4, группы: TSP (фр. très petite section), PS (фр. petite section), MS (фр. moyenne section), GS (фр. grande section). Группы PS и MS входят в 1-й образовательный цикл, группа GS входит во второй образовательный цикл, который включает в себя первые два класса начальной школы.
Образовательные задачи детского сада:
- развитие языка и подготовка к письму;
- подготовка к школе и будущему статусу ученика;
- самовыражение;
- открытие для себя мира;
- воспринимать, чувствовать, воображать, создавать.

### Начальная школа
Образование в начальной школе начинается с Подготовительного курса (СР) для детей шести лет и состоит из пяти уровней (классов): CP (cours préparatoire, первый год, 6 лет), CE1 (cours élémentaire 1, второй год, 7 лет), CE2 (cours élémentaire 2, третий год, 8 лет), CM1 (cours moyen 1, четвёртый год, 9 лет), CM2 (cours moyen 2, пятый год, 10 лет).
Цикл Основного образования (Цикл 2), который начинается со старшей группы детского сада, — это тот период, когда формируются базовые начальные знания, такие как разговорная речь, чтение и письмо — основу для дальнейшего успешного обучения. Ученик постепенно приобретает самостоятельность.
Расписание, установленное Министерством образования Франции, по различным дисциплинам обеспечивает достаточное время для каждого из 7 основных направлений образования.
- овладение речью и французским языком;
- жизнь вместе;
- математика;
- познание мира;
- художественное образование.

## Среднее образование
Среднее образование делится на две ступени (коллеж и лицей) и длится семь лет.

### Коллеж(фр.collège)
Обучение в коллеже является обязательным, длится четыре года с шестого по третий класс (во Франции используется обратная нумерация классов) и разделено на три цикла:
- Цикл адаптации — Шестой класс (фр. la classe de sixième). В этот класс берут всех выпускников начальной школы без экзаменов. Цель первого года обучения в коллеже: закрепить и свести воедино полученные в начальной школе знания, подготовить учеников к самостоятельному обучению. В этом классе ученики выбирают первый иностранный язык.
- Центральный цикл — Пятый (фр. la classe de cinquième) и четвёртый класс (фр. la classe de quatrième). Целью этого цикла является углубление полученных знаний и умений. Особое внимание уделяется успеваемости и подготовке к выбору профессионального направления в лицее. В пятом классе начинается химия и физика, также можно выбрать латинский язык как факультатив, а в четвёртом второй иностранный язык.
- Цикл профессиональной ориентации — Третий класс (фр. la classe de troisième) подготавливает учеников к выбору одного из трёх направлений: общее образование, техническое или профессиональное. В третьем классе появляется возможность изучения древнегреческого языка, также ученики могут выбрать 3–6-часовой модуль «введение в профессиональную жизнь». В конце третьего класса ученики сдают национальный экзамен и получают фр. diplôme national du brevet. Результаты этого экзамена никак не влияют на переход в следующий класс.

В конце третьего класса ученики имеют возможность записаться в общий или технологический лицей во второй класс или же поступить в профессиональный лицей для подготовки сертификата о профессиональной пригодности (фр. certificat d'aptitude professionnelle) по определённой профессии.

### Лицей
Лицеи подразделяются на три типа: общий, технологический и профессиональный. В первых двух обучение — 3 года. В лицеях общего типа по итогам экзаменов выдаётся общий бакалаврат, дающий право доступа к высшему образованию. По окончании технологического лицея сдаются экзамены на получение технологического бакалаврата — право на обучение в университете по своей специальности. Профессиональные лицеи (подобие российского ПТУ) — обучение 2 года, по окончании которых выдаются свидетельство о профессиональном обучении и сертификат о профессиональной пригодности, не дающие доступа к высшему образованию. Можно получить профессиональный бакалаврат после трёх лет обучения в лицее (с 2005 года).

## Высшее образование
Высшее образование доступно только при наличии диплома бакалавра о полном среднем образовании. Система высшего образования во Франции отличается большим разнообразием ВУЗов и предлагаемых дисциплин.

## Университеты Франции

### Юрисдикция
Большинство высших учебных заведений являются государственными и исторически подчинялись Министерству образования, в котором высшее образование было иногда подчинено государственному секретариату в структуре министерства.

### Типы высшего образования во Франции
1. Короткое высшее образование. Обучение длится два-три года, после которых выпускники получают DUT (diplôme universitaire de technologie) или BTS (brevet de technicien supérieur). Данный вид высшего образования готовит в основном специалистов в сфере промышленности или в сфере обслуживания.
2. Длительное высшее образование. Данный вид высшего образования даётся в университетах и высших школах.

Декретом 2002 года № 2002—481 была введена новая система степеней:
- бакалавр — licence (3 года)

+
- мастер (2 года)

+
- доктор (3—4 года)

Хотя данный декрет не регламентирует продолжительность обучения. Национальный диплом мастера: мастер-исследователь и профессиональный мастер (соотв. DEA и DESS, которые не были отменены). Студент практически ежегодно получает национальный диплом, соответствующий какому-то университетскому диплому, что создаёт дополнительные сложности в понимании французских документов об образовании.
До 2002 года (до внедрения Болонского процесса) старая система высшего образования была представлена так:
- 18 лет — Первый цикл. DEUG (2 года, диплом об общем университетском образовании)
- 21 год — Второй цикл. Licence (1 год, в российском высшем образовании это соответствует четвёртому курсу)
- 22 года — Третий цикл. Maitrise (1 год, после него решается, по какому направлению дальше учиться)
- 23 года — Третий цикл. DEA (1 год, диплом углублённого изучения, обучение исследовательской работе) или DESS (диплом высшего специализированного образования, является профессиональным дипломом).
- 24 года — Постуниверситетское образование. Doctorat (3—4 года, соответствует в России аспирантуре).

### Высшие/Большие школы
Высшие школы (фр. les grandes écoles) представляют собой одну из особенностей французской системы высшего образования. Они фактически противопоставлены государственной системе высшего университетского образования во Франции и с большим трудом поддаются сравнительной классификации на международном уровне.
На государственные высшие школы приходится порядка 30 % совокупного бюджета высшего образования при том, что в них обучается только 4 % от общего числа студентов. В среднем в год расходы бюджета на обучение одного студента в университетах составляли в 2005 году 7470 евро, а только на одних подготовительных факультетах для дальнейшего поступления в высшие школы — 13 880 евро или почти вдвое больше. По другим данным этот разрыв ещё больше: 6800 евро в год в среднем на одного студента университета и до 24 тысяч евро в год на слушателя самых престижных из Высших школ. Средневзвешенный показатель расходов на одного студента в системе университетского образования Франции составил в 2005 году 9280 евро в долларовом эквиваленте, при том что в Швеции он равнялся 15 715 долларам, а в США — достигал 20 525 долларов.
Слушатели некоторых высших школ получают стипендию как будущие государственные служащие. Созданы по инициативе государственных властей и частных предпринимателей для подготовки специалистов в конкретных сферах экономической деятельности или служащих органов государственной власти. Так, высшие нормальные (педагогические) школы готовят преподавателей, Политехническая школа и Сен-Сирское училище — военных специалистов, Национальная историко-архивная школа — архивистов и хранителей национального достояния. К высшим школам относят также пять католических институтов.
Особое место среди всех учреждений образования и повышения квалификации, и даже среди высших школ, занимает Национальная школа администрации при Премьер-министре Франции (ЭНА). ЭНА стоит на первом месте не столько по уровню образования (её явно превосходит в международном признании Политехническая школа), сколько по открываемым перспективам карьерного роста и жизненного успеха. Слушателей и выпускников школы называют «энарками» (фр. énarque).
Обучение в ЭНА бесплатно для слушателей и всю тяжесть расходов несёт государственный бюджет Франции (через бюджет ЭНА). Государственные затраты на обучение одного слушателя, хотя и снизившиеся примерно на 10 % в 2005—2006 годах, оценивались в 2006 году в 56 303 евро за весь 27-месячный период или примерно 25 тысяч евро в год, что даже выше среднего показателя затрат на обучения одного студента в университетах США.
Подавляющее большинство французских выпускников ЭНА (порядка шести тысяч с 1945 года) стали ведущими государственными политиками, руководителями французских институций, парламентариями, высшими чиновниками, дипломатами и членами международных организаций, судьями высших инстанций, адвокатами Государственного совета, административными и финансовыми контролёрами высшего ранга, руководителями и топ-менеджментом крупнейших государственных и международных фирм и банков, средств массовой информации и коммуникации. ЭНА дала Франции двух президентов, семь премьер-министров, большое число министров, префектов, сенаторов и депутатов Национального собрания. Советскими эквивалентами ЭНА можно было считать Академию общественных наук при ЦК КПСС, Дипломатическую академию МИД СССР и Академию народного хозяйства при Совете министров СССР вместе взятые. Современным российским эквивалентом ЭНА являются Российская академия государственной службы при Президенте Российской Федерации, Академия народного хозяйства при Правительстве Российской Федерации и Дипломатическая академия МИД РФ вместе взятые.
В программе высших школ обычно два цикла. Первый двухгодичный подготовительный цикл можно пройти как на базе самой высшей школы, так и на базе некоторых элитных лицеев. По окончании второго цикла студент получает диплом высшей школы. По окончании обучения выпускники обязаны работать на государственной службе в течение 6-10 лет, возмещая, таким образом, расходы государства, потраченные на их обучение. Кроме того, существует множество специальных школ ведомственного подчинения.
Для обучения во французских высших школах необходимо сдать экзамен ESABAC на знание языка, который даёт право обучения в высших школах Франции и Италии.

### Франция и Болонский процесс
Франция достаточно быстро приступила к воплощению идей Болонского процесса. Уже в 1999 году появилась степень «mastaire» (переименована в 2002 г. в «master»), которая автоматически присуждалась обладателям пятилетних дипломов университетского и неуниверситетского секторов. Во Франции реформы, получившие название LMD (licence-master-doctorat), проходят без изменений в законодательстве, осуществляются с помощью правительственных декретов и министерских постановлений. Ноябрь 1999 — введение степени профессионального лиценциата, продиктованное требованием Болонской декларации о востребованности на европейском рынке труда степени первого цикла (классический лиценциат до сих пор не отвечает этому требованию). В реформу LMD включилось большинство университетов. Это было вызвано в основном их материальной зависимостью: за отказ от реорганизации резко сокращается государственное финансирование вуза. Правительством была продекларирована автономия вузов, и преобразования проходят хоть и достаточно централизованно, но все же по-разному. Некоторые вузы внедряют все нововведения одновременно, некоторые постепенно, путём организации специальных проектов. Основной проблемой, с которой столкнулись университеты, явился неопределенный статус лиценциата — имеет ли он ценность самостоятельного образовательного документа или является лишь ступенью к следующему циклу.